# Long Beach Airport

i7
i11
i13
Der Long Beach Airport (ehemals Long Beach Municipal Airport, amtlich Long Beach Airport / Daugherty Field, (IATA-Code: LGB, ICAO-Code: KLGB)) ist ein Regionalflughafen in Long Beach im Los Angeles County des US-Bundesstaats Kalifornien. Er befindet sich etwa 26 Kilometer südöstlich vom wesentlich größeren Los Angeles International Airport (LAX) und ist auch unter dem Namen Daugherty Field bekannt. Trotz seiner eher geringen Bedeutung im Passagierverkehr stellt der Long Beach Airport wegen zahlreicher am Flughafen ansässiger Unternehmen einen bedeutenden Wirtschaftsfaktor in der Region dar.

## Lage und Verkehrsanbindung
Der Long Beach Airport befindet sich sieben Kilometer nordöstlich des Stadtzentrums von Long Beach und 28 Kilometer südlich des Rathauses von Los Angeles. Die California State Route 19 verläuft östlich des Flughafens und untertunnelt die Start- und Landebahn 12/30. Daneben verläuft der San Diego Freeway (Interstate 405) südlich des Flughafens.
Der Long Beach Airport wird durch Busse in den öffentlichen Personennahverkehr eingebunden, die Routen 102,104 und 111 der Nahverkehrsgesellschaft Long Beach Transit fahren ihn regelmäßig an.

## Geschichte
In den frühen 1920er Jahren, als die Fliegerei in Long Beach aufkam, diente zunächst der Strand als Lande- und Startbahn. 1923 wurde vom Gemeinderat von Long Beach ein Gelände für einen neuen Flughafen vorgesehen, der eigentliche Bau erfolgte zwischen 1928 und 1930 mit der Errichtung von Hangars und Einrichtungen für die Marine und Navy. Das 1941 im Art-Déco-Stil errichtete Terminal ist noch in Benutzung und steht inzwischen unter Denkmalschutz. Im selben Jahr errichtete McDonnell Douglas eine Fertigungshalle, wo in den späteren Jahren Modelle wie DC-3, DC-8, DC-9, DC-10, MD-80, MD-90 und MD-11 gefertigt wurden. Im Jahr 1997 fusionierte das Unternehmen mit Boeing.
Einen Aufschwung im Passagierverkehr erlebte der Long Beach Airport 2001, als die Billigfluggesellschaft JetBlue den Flughafen zu ihrem Drehkreuz an der Westküste machte. 2010 erfolgte der Spatenstich für ein neues Passagierterminal.

## Wirtschaftliche Bedeutung

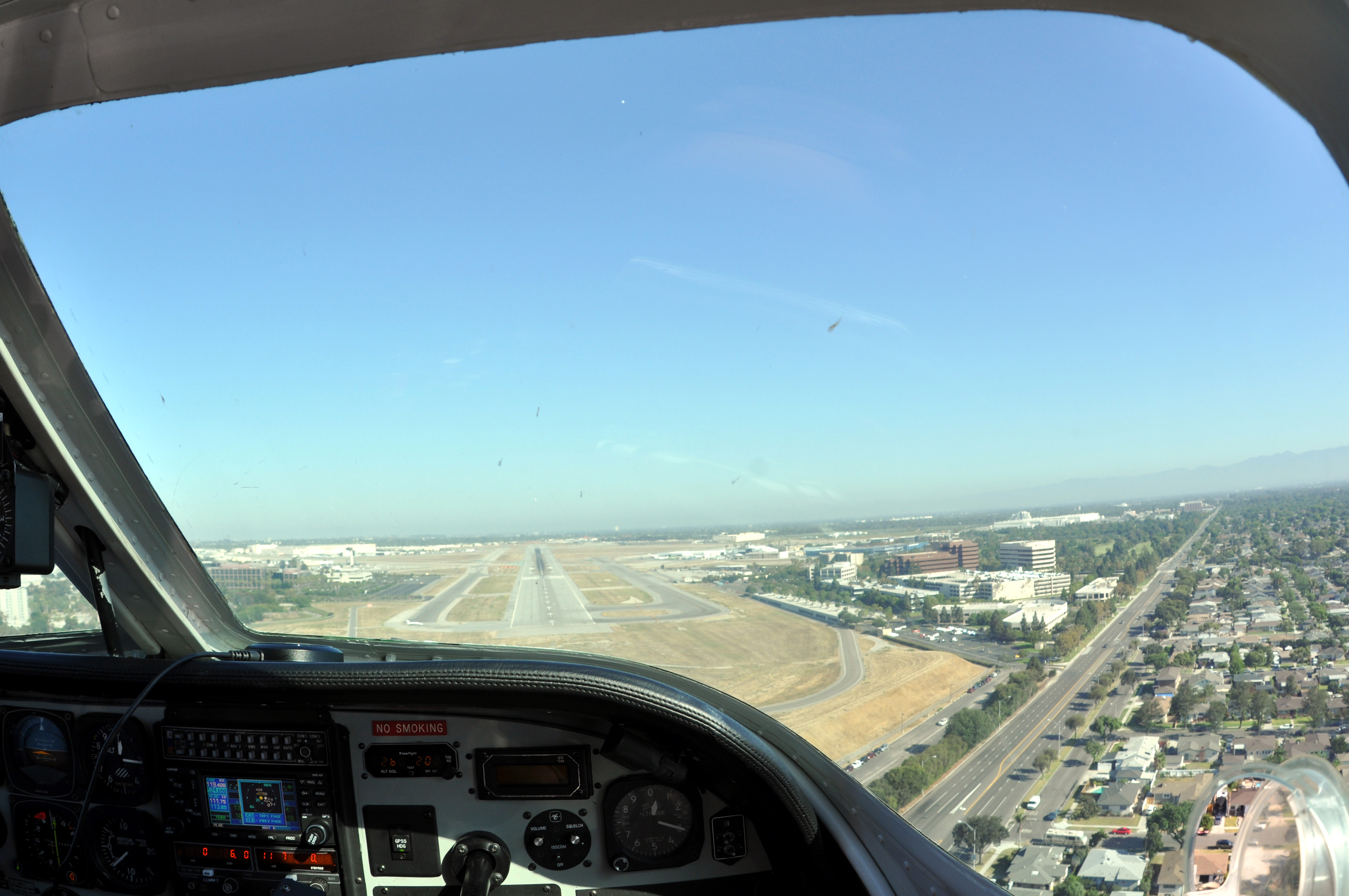
Endanflug auf Landebahn 30

In der Luftfrachtsparte sind die großen Cargo-Unternehmen DHL, UPS und FedEx ansässig. 
Der größte Arbeitgeber am Airport war der Rüstungs- und Flugzeughersteller Boeing, der die Boeing 717 bis 2006 und die Boeing C-17 bis 2015 in den ehemaligen Hallen von McDonnell-Douglas in Long Beach produzierte. 2012 verkaufte Boeing einen großen Teil des Geländes. Die verbliebenen Hallen am Long Beach Airport wurden von Boeing im November 2018 zum Verkauf angeboten.
Weitere bedeutende Unternehmen am Airport sind Cessna und Gulfstream. Außerdem hat das Unternehmen Virgin Orbit seinen Hauptsitz am Flughafen.

## Fluggesellschaften und Ziele
Der Long Beach Airport dient der Billigfluggesellschaft JetBlue als Drehkreuz an der Westküste. Des Weiteren bedienen unter anderem die Airlines American Eagle, Delta Connection, Hawaiian Airlines und Southwest Airlines den Flughafen regelmäßig. Insgesamt werden 17 Ziele in den Vereinigten Staaten angeflogen.

## Verkehrszahlen

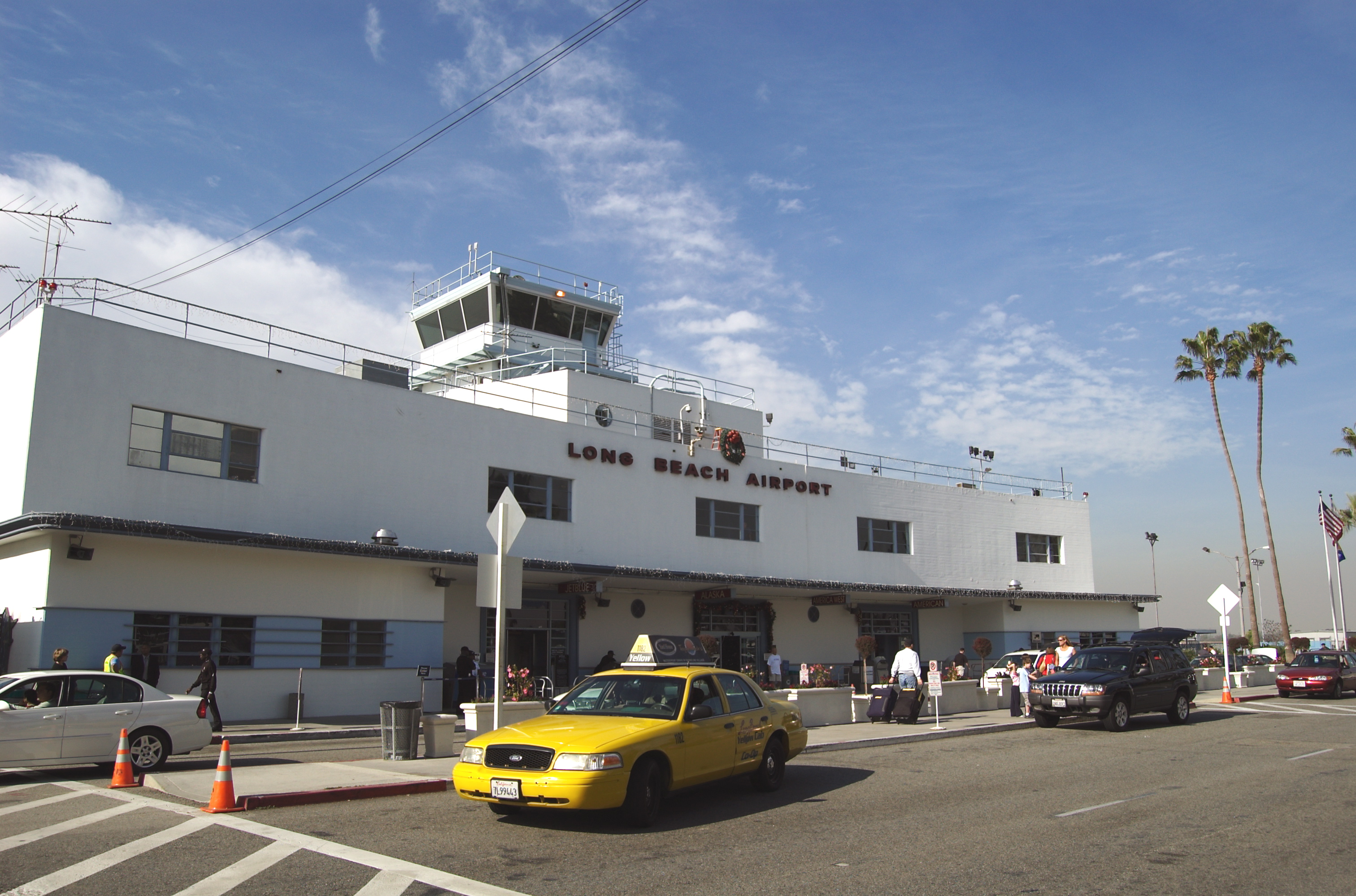
Blick auf das Terminal

Trotz seiner eher geringen Bedeutung im Passagierverkehr zählt der Long Beach Airport aufgrund der vielen Flugbewegungen (274.425 im Jahr 2018; vgl. Frankfurt 512.115 im selben Jahr) zu den geschäftigsten Airports weltweit. Dazu tragen am Airport ansässige Flugschulen, Privatflugzeuge, Zeppeline und Hubschrauber bei.
| Jahr | Passagierzahlen | Luftfracht (Tonnen) | Flugbewegungen (mit Militär) |
| ---- | --------------- | ------------------- | ---------------------------- |
| 2018 | 3.884.721       | 21.635              | 274.425                      |
| 2017 | 3.783.775       | 22.984              | 321.797                      |
| 2016 | 2.841.144       | 25.220              | 312.421                      |
| 2015 | 2.523.686       | 23.861              | 310.263                      |
| 2014 | 2.823.996       | 25.529              | -                            |
| 2013 | 2.942.873       | 24.366              | -                            |
| 2012 | 3.206.910       | 24.381              | -                            |
| 2011 | 3.115.433       | 25.440              | 286.738                      |
| 2010 | 2.978.426       | 26.085              | 270.667                      |
| 2009 | 2.909.307       | 31.618              | 297.079                      |
| 2008 | 2.913.926       | 41.961              | -                            |
| 2007 | 2.906.556       | 46.849              | 398.433                      |
| 2006 | 2.758.362       | 45.302              | 369.738                      |
| 2005 | 3.034.032       | 49.248              | 353.011                      |
| 2004 | 2.926.873       | 51.744              | 339.222                      |
| 2003 | 2.875.525       | -                   | 339.370                      |
| 2002 | 1.453.551       | -                   | 349.914                      |
| 2001 | 587.473         | -                   | 362.014                      |
| 2000 | 637.853         | -                   | 412.554                      |

### Verkehrsreichste Strecken
| Rang | Stadt                       | Passagiere | Fluggesellschaft          |
| ---- | --------------------------- | ---------- | ------------------------- |
| 01   | Oakland, Kalifornien        | 294.570    | Jetblue, Southwest        |
| 02   | Las Vegas, Nevada           | 282.580    | JetBlue                   |
| 03   | Salt Lake City, Utah        | 263.610    | Delta Connection, JetBlue |
| 04   | Sacramento, Kalifornien     | 196.860    | JetBlue                   |
| 05   | San Francisco, Kalifornien  | 170.120    | JetBlue                   |
| 06   | San José, Kalifornien       | 116.950    | JetBlue                   |
| 07   | New York–JFK, New York      | 095.300    | JetBlue                   |
| 08   | Portland, Oregon            | 080.470    | JetBlue                   |
| 09   | Seattle/Tacoma, Washington  | 077.360    | JetBlue                   |
| 10   | Phoenix–Sky Harbor, Arizona | 072.110    | American Eagle            |

## Zwischenfälle
- Am 20. Februar 1944 wurde eine Curtiss C-46A-10-CU Commando der US-amerikanischen Western Airlines, betrieben für die United States Army Air Forces (USAAF) (Luftfahrzeugkennzeichen 41-12363) bei einem Übungsanflug auf den Flughafen Long Beach 32 Kilometer südöstlich von Palmdale in einer Höhe von 7300 Fuß (2225 Metern) in die Flanke des Pallet Mountain geflogen. Bei diesem CFIT (Controlled flight into terrain) wurden alle 4 Besatzungsmitglieder getötet, die einzigen Insassen.[14]

- Am 18. November 1950 musste eine Lockheed L-049 Constellation der US-amerikanischen Trans World Airlines (TWA) (N86511) nach Ausfall zweier der vier Triebwerke auf dem Flughafen Long Beach notgelandet werden. Die Maschine setzte erst nach gut der Hälfte der Landebahnlänge auf und konnte auf der rutschigen Bahn nicht mehr zum Stehen gebracht werden. Dabei brach das rechte Hauptfahrwerk zusammen und das Flugzeug kam erst nach rund 430 Metern zum Stillstand. Alle 60 Insassen überlebten.[15]

- Am 16. Dezember 1956 machten die Piloten einer Curtiss C-46A-45-CU Commando der US-amerikanischen Zantop Air Transport (N2028A) einen direkten Sichtanflug auf den Flughafen Long Beach. Am Ende gerieten sie in ein Gebiet mit Bodennebel. Die Sicht war Null, als die Maschine auf dem Boden aufschlug. Das Flugzeug wurde irreparabel beschädigt. Alle vier Besatzungsmitglieder, die einzigen Insassen, überlebten den Unfall.[16]

- Am 1. Februar 1958 kollidierte eine Douglas DC-6/C-118A der United States Air Force (USAF) (53-3277) im Steigflug unter Sichtflugbedingungen mit einer Lockheed P2V-5F Neptune der US Navy auf einem Trainingsflug. Die DC-6 war auf dem Flughafen Long Beach gestartet, und beide Maschinen stürzten im 11 Kilometer nordöstlich davon gelegenen Norwalk ab. Alle 41 Insassen der DC-6, sechs Besatzungsmitglieder und 35 Passagiere, wurden getötet. In der Neptune wurden 6 der 8 Insassen gertötet, ebenso wie eine Person am Boden.[17]

- Am 10. März 1958 verunglückte eine Douglas DC-7B der US-amerikanischen Douglas Aircraft Company (N846D) auf einem Testflug nahe dem Flughafen Long Beach. Die fabrikneue Maschine sollte an Eastern Air Lines ausgeliefert werden. Über Personenschäden ist nichts bekannt. Das Flugzeug wurde irreparabel beschädigt.[18]